# Popayán
Popayán – miasto w południowo-zachodniej Kolumbii, w Kordylierze Środkowej (Andy), na wysokości 2241 m, u podnóża czynnego wulkanu Puracé, przy Drodze Panamerykańskiej, ośrodek administracyjny departamentu Cauca. Około 236 tys. mieszkańców. Siedziba rzymskokatolickiej archidiecezji.
W mieście rozwinął się przemysł spożywczy, obuwniczy, odzieżowy oraz rzemieślniczy.

## Miasta partnerskie
- Málaga, Hiszpania
- Walencja, Hiszpania
- Cartagena de Indias, Kolumbia